# Echinorhynchus tenuicollis
Echinorhynchus tenuicollis är en hakmaskart som beskrevs av Georg Stephan Froelich 1802. Echinorhynchus tenuicollis ingår i släktet Echinorhynchus och familjen Echinorhynchidae. Inga underarter finns listade i Catalogue of Life.